# Valentina Vicario
Valentina Vicario (Santiago del Cile, 28 febbraio 1973) è un'attrice italiana.

## Biografia
Nata in Cile, ha vissuto in Italia, dove ha studiato recitazione presso la scuola del Teatro dei Cocci e il Centro Sperimentale di Cinematografia. Inizia la carriera d'attrice in teatro, per poi recitare anche per il cinema ma soprattutto per la televisione
È nota al grande pubblico per il ruolo della cattiva Vera Medici, interpretata dal 1999 al 
2003 nella serie tv Incantesimo, in onda sulle reti RAI. 
Nel 2020 esordisce discograficamente con il brano Again mentre nel 2021 pubblica la cover del brano Out Here On My Own interpretato originariamente da Nikka Costa.

## Filmografia

### Cinema
- I Didn't Know Tururu, regia di Florinda Bolkan (2000) - Ruolo: Selvaggia

### Televisione
- Incantesimo, regia di Alessandro Cane e Tomaso Sherman - Serie TV (1999-2003)
- Giorni da Leone, regia di Francesco Barilli - Miniserie TV (2002) - Ruolo: Andrea Laslo
- Cuori rubati, registi vari - Soap opera (2002) - Guest star
- Il restauratore, regia di Giorgio Capitani e Salvatore Basile - Serie TV (2012) - Episodio: Mal comune, mezzo gaudio, Ruolo: Lucia

### Cortometraggi
- Uno sguardo sulla città, regia di F. Villa (2000)
- Le voci di Ipazia, regia di Gianpaolo Conti (2010)